# Parco nazionale Auyuittuq
Il parco nazionale Auyuittuq (in inglese: Auyuittuq National Park) è un parco nazionale situato nel Nunavut, in Canada.